# Babette Labeij
Babette Simone Labeij (Amsterdam, 23 februari 1973) is een Nederlands zangeres en zangcoach.

## Biografie

### Jeugd en opleiding
Babette Labeij bezocht na het behalen van het gymnasiumdiploma het Hilversums Conservatorium en kreeg zang-, piano- en vioolles. Daarna is ze haar loopbaan als zangeres gestart.

### Muzikale carrière
Op haar achttiende begon Labeij professioneel te zingen, onder andere als achtergrondzangeres voor o.a. Edsilia Rombley, Paul de Leeuw, Ruth Jacott, René Froger en Gerard Joling. Met haar eigen band Babette & Friends trad ze op in het clubcircuit in Nederland. In 1997 sprak ze de stem in voor de Nederlandstalige versie van de film Hercules en kwam haar eerste album Babette uit. Op 22 maart 2004 deed ze mee in de finale van het Nationaal Songfestival met het nummer Allright, maar verloor daar van Re-union. In 2010 bracht zij haar tweede album Keep Playing uit.

### Zangschool
In 1995 begon Labeij met het geven van zangles en in 2001 richtte zij haar eigen zangschool op in Amsterdam. Ze was zangcoach voor o.m. Kinderen voor Kinderen (2005-2010), Junior Songfestival (2007-2013), Popstars (2008-2010), Idols (2001-2005), X-Factor (2006-2011), The Voice (2010 - heden) en The Voice Kids (2012 - heden)
Voor Kinderen voor Kinderen schreef en componeerde zij meerdere liedjes.

### Jury
Babette Labeij nam bij verschillende tv-shows plaats in de jury.
- So You Wanna Be a Popstar (2007)
- Jetix “Megatalent” (2009)
- The Next Boy/Girl Band jongensteam (2016)

## Discografie

### Albums
| Album met eventuele hitnotering(en) in de Nederlandse Album Top 100 | Datum van verschijnen | Datum van binnenkomst | Hoogste positie | Aantal weken | Opmerkingen |
| ------------------------------------------------------------------- | --------------------- | --------------------- | --------------- | ------------ | ----------- |
| Babette                                                             | 1997                  | -                     |                 |              |             |
| Keep playing                                                        | 2010                  | -                     |                 |              |             |

### Singles
| Single met eventuele hitnotering(en) in de Nederlandse Top 40 | Datum van verschijnen | Datum van binnenkomst | Hoogste positie | Aantal weken | Opmerkingen                 |
| ------------------------------------------------------------- | --------------------- | --------------------- | --------------- | ------------ | --------------------------- |
| Why can't we live                                             | 1997                  | -                     |                 |              | Nr. 87 in de Single Top 100 |